# Chondrilla nucula
Chondrilla nucula é uma esponja marinha do filo Porifera.
É encontrada no litoral do Brasil.Estudos apontam que as lecitinas desta espécie possuem potencial farmacológico.

## Taxonomia
O táxon foi descrito oficialmente em 1862 por Eduard Oscar Schmidt. 